# مطار نارسارسواك
مطار نارسارسواك (بالجرينلاندية: Mittarfik Narsarsuaq)(إياتا: UAK، إيكاو: BGBW) هو مطار دولي في مدينة نارسارسواك جنوب جرينلاند. وهو مطار واحد من اثنين يستطيعان خدمة الطائرات الكبيرة، والمطار الآخر هو مطار كانجرلوسواك. وهو المطار الدولي الوحيد في جنوب البلاد.

## شركات الطيران والوجهات
| شركـات طيـران  | الوجهات |
| -------------- | --- |
| طيران جرينلاند | Alluitsup Paa، مطار كانجرلوسواك، Nanortalik، مهبط نارساك، مطار نوك، مطار باميوت، Qaqortoq موسمي: مطار كوبنهاغن |
| طيران آيسلندا  | موسمي: مطار كيفلافيك الدولي                                                                                    |